# Ichthyodes szekessyi
Ichthyodes szekessyi là một loài bọ cánh cứng trong họ Cerambycidae.